# Jippensha Ikku

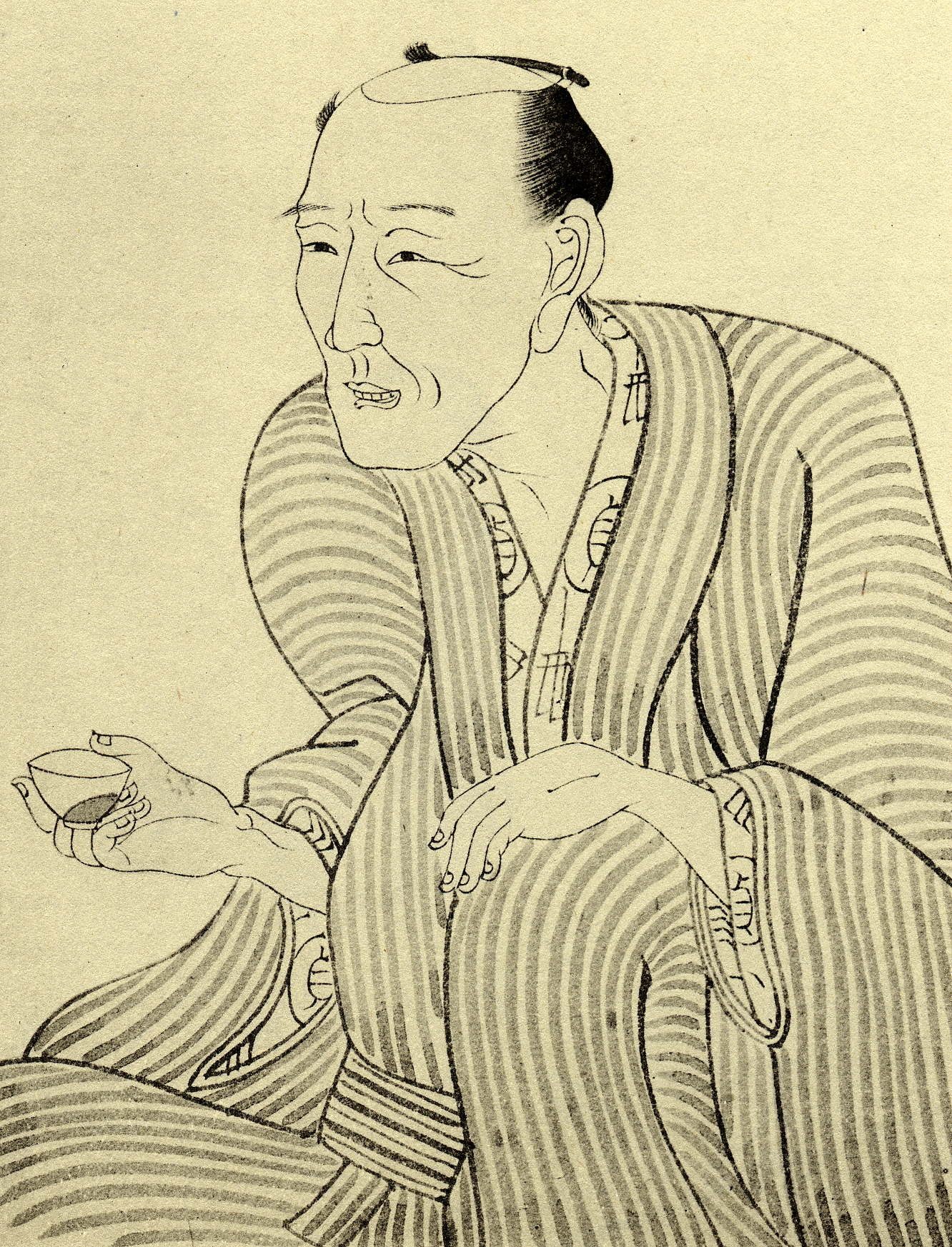
Jippensha Ikku, desenat de Kunisada

Jippensha Ikku (în japoneză: 十返舎 一九, pe numele adevărat Shigeta Sadakazu, 重田 貞一, n. 1765 - d. 12 septembrie 1831) a fost un scriitor japonez, care a trăit în perioada Edo.
A fost considerat un maestru al genului umoristic, scriind peste 300 de opere (romane, povestiri).
A îmbinat observația esențială asupra realității, particularizată printr-un deosebit simț satiric, cu tradiția locală și folclorică.
Se remarcă stăpânirea desăvârșită a mijloacelor stilistice.
Printre scrierile sale, un loc de cinste îl ocupă Shingakû tokei-gusa (1795 - Varietăți de orologii morale) și Dôchû-hizakurige (1802 - 1809, Călare, pe jos, capodopera sa).